# Physalis chenopodifolia
Physalis chenopodiifolia ist eine Pflanzenart aus der Gattung der Blasenkirschen (Physalis) in der Familie der Nachtschattengewächse (Solanaceae).

## Beschreibung
Physalis chenopodiifolia ist eine 15 bis 50 cm hohe krautige Pflanze. Sie ist mit kurzen, aufwärts gerichteten, gedrehten Trichomen seidig behaart. Die Laubblätter sind grob eiförmig, die Blattränder sind ganzrandig oder unregelmäßig grob gezähnt oder rückwärts gerichtet gezähnt mit jeweils 1 bis 10 Zähnen auf jeder Seite.
Die Blüten stehen an 3 bis 10 mm langen Blütenstielen. Der Kelch ist zur Blütezeit langgestreckt bis ausladend glockenförmig, 6 bis 10 mm lang und an der Basis der Kelchlappen 3 bis 6 mm breit. Die Kelchlappen machen etwa 1/3 bis 2/3 der Länge des Kelches aus, sie sind meist schmal dreieckig-lanzettlich und gleichmäßig zugespitzt. Die Krone ist gelblich und auffällig dunkel gefleckt. Sie wird 12 bis 20 mm lang und 15 bis 30 cm breit und ist radförmig. Der Kronschlund ist feinfilzig behaart. Die Staubbeutel sind bläulich oder bläulich-grün überhaucht, 2 bis 2,5 mm lang und stehen an schlanken Staubfäden mit einer Länge von 2 bis 5 mm.
Die Frucht ist eine etwa 10 bis 15 mm durchmessende Beere, die von einem sich vergrößernden Kelch umschlossen wird. Dieser erreicht eine Länge von 20 bis 30 mm und einen Durchmesser von 15 bis 20 mm. Der Querschnitt des Kelchs ist zehngerippt oder leicht fünfwinklig mit zwischen den Winkeln stehenden Rippen oder Winkeln.

## Verbreitung
Die Art ist in Mexiko verbreitet.